# Ярослав Кошнар
Ярослав Кошнар (чеськ. Jaroslav Košnar, 17 серпня 1930 — 21 квітня 1985) — чехословацький футболіст, що грав на позиції нападника, зокрема, за клуб «Червена Гвєзда» (Братислава), а також національну збірну Чехословаччини.

## Клубна кар'єра
У футболі дебютував 1948 року виступами за команду «Червена Гвєзда» (Братислава), кольори якої і захищав протягом усієї своєї кар'єри гравця, що тривала сім років. 
| Дата       | Місто      | Господарі      | Результат | Гості          | Турнір            | Голи | Примітки |
| ---------- | ---------- | -------------- | --------- | -------------- | ----------------- | ---- | -------- |
| 08/11/1953 | Братислава | Чехословаччина | 0 – 0     | Болгарія       | Відбір до ЧС 1954 | -    |          |
| 24/10/1954 | Будапешт   | Угорщина       | 4 – 1     | Чехословаччина | товариський матч  | -    |          |
| Усього     |            | Матчів         | 2         |                | Голів             | 0    |          |